# スミュルナのコイントス
スミュルナのコイントス（ギリシャ語：Κόιντος Σμυρναίος, Kointos of Smyrna, ラテン語：Quintus Smyrnaeus,  クイントゥス）は、古代ギリシアの叙事詩人。『トロイア戦記（Posthomerica、直訳すると「ホメーロス以後」、『ホメロス後日譚』とも）』は文字通り「ホメーロス以後」のトロイア戦争を物語っている。

## 生涯
コイントスがいつの時代の人だったかは諸説ある。4世紀後半とするのが慣習的であるが、3世紀、2世紀とする学者もいる。
コイントス自身によると、若い時、スミュルナ（現イズミル）近郊で羊の番をしている時に詩を書き出したとあるが、これはヘーシオドスに合わせたトポスかも知れない。この経歴はアポローンやパリスとも一致する。

## 名前
1504年、アルドゥス・マヌティウスがヴェネツィアで『Quinti Calabri derelictorum ab Homero libri XIV. Venetiis: in aedibus Aldi』という題名で「規範版（Editio princeps）」を出版した。アルドゥスが作者を「Quintus Calaber（カラブリアのクイントゥス）」としたのは、唯一知られていたコイントスの写本が1450年、ヨハンネス・ベッサリオン枢機卿によってカラブリアのオトラントで発見されたからである。1577年、ミヒャエル・ネアンダー（Michael Neander）のラテン語訳が出された時、編者のLorenz Rhodomannが「Quintus Smyrnaeus」という名前をつけた。

## 作品
『トロイア戦記』として知られるコイントスの叙事詩は14巻から成っていて、ホメーロスの『イーリアス』の最後からトロイア戦争の終局までを描いている。その時代を描いた作品としては、現存するものの中で最古のものである。コイントスが引用した古い「叙事詩の環」に含まれる作品は現存していない。
『トロイア戦記』の素材は、ウェルギリウス『アエネーイス』と同じで、ミレトスのアルクティノス（紀元前8世紀）の『アイティオピス』と『イーリオスの陥落』、レスケースの『小イーリアス』から引いてきたものである。『トロイア戦記』はホメーロスを手本に書かれているが、詩才の劣る下手な模倣者と見なされている。
最初の4巻は『アイティオピス』と同じで、アマゾーンのペンテシレイア、暁の女神エーオースの子メムノーンの死、さらに二人を殺したアキレウスの死、アキレウスを讃える葬儀での競技が描かれている。
第5巻から第12巻までは『小イーリアス』と同じで、アキレウスの武具を巡っての大アイアースとオデュッセウスの争い、敗北後の大アイアースの自殺、ネオプトレモス、エウリュピュロス、デーイポボスの手柄、パリスとオイノーネーの死、トロイアの木馬の建造が描かれる。
残りの巻は『イリオスの攻略』と同じで、トロイアの木馬によるトロイアの攻略、アキレウスの墓へのポリュクセネーの生贄、ギリシア軍の出発と嵐による離散が描かれる。

### 日本語文献
- 松田治訳 『トロイア戦記』 講談社学術文庫、2000年　
  - 松田治 『トロイア戦争全史』 講談社学術文庫、2008年
- 森岡紀子訳 『ホメロス後日譚』 京都大学学術出版会<西洋古典叢書>、2018年